# Tâm lý học coaching
Tâm lý học coaching là một lĩnh vực tâm lý học ứng dụng áp dụng các lý thuyết và khái niệm tâm lý học vào việc thực hành huấn luyện (coaching). Mục đích là cải thiện hiệu suất, thành tích và gia tăng cảm giác hạnh phúc cho cá nhân, đội nhóm và tổ chức - thông qua việc sử dụng các phương pháp dựa trên bằng chứng thực tiễn nghiên cứu khoa học. Tâm lý học coaching sử dụng sự ảnh hưởng bởi các lý thuyết trong nhiều lĩnh vực tâm lý khác nhau, bao gồm tâm lý học nhân văn, tâm lý học tích cực, lý thuyết học tập và tâm lý học xã hội.
Tâm lý học coaching khởi đầu như một phân ngành tâm lý học vào năm 2000 - khi khóa học "tâm lý học huấn luyện" đầu tiên được tổ chức tại Đại học Sydney. Kể từ đó, các hiệp hội học thuật chuyên về tâm lý học coaching đã được hình thành; đồng thời, những nghiên cứu về tâm lý học huấn luyện bắt đầu được công bố trên báo chí. Ứng dụng của tâm lý học coaching bao gồm từ huấn luyện thể thao, giáo dục, cho đến phát triển lãnh đạo và doanh nghiệp.

## Lịch sử hình thành & phát triển

### Buổi đầu
Việc ứng dụng lý thuyết và thực hành tâm lý vào huấn luyện (đặc biệt là huấn luyện thể thao) được cho là bắt nguồn từ thập niên 1920. Năm 1926, Coleman Griffith xuất bản tác phẩm The Psychology of Coaching: A Study of Coaching Method in the Point of View of Psychology. Dựa trên những quan sát về các đội bóng đá và bóng rổ, Griffith đã bàn luận về nhiều khía cạnh của coaching như: hiệu ứng khán giả, vấn đề huấn luyện quá mức, các nguyên tắc học tập. Griffith được ghi nhận là "nhà tâm lý học thể thao đầu tiên của Mỹ", người tiên phong áp dụng khoa học tâm lý học vào huấn luyện. Nhiều năm sau, những nghiên cứu mới về tâm lý học coaching bắt đầu ra đời. Năm 1951, John Lawther từ Đại học Penn State đã xuất bản Psychology of Coaching. Tác phẩm đầu tiên trên WorldCat đề cập đến thuật ngữ "tâm lý học coaching" là cuốn Modern Coaching Psychology của Curtiss Gaylord, xuất bản năm 1967.

### Thế kỷ 21
Tuy đã xuất hiện từ sớm, lý thuyết tâm lý học coaching đương đại chỉ được hình thành chính thức vào đầu thế kỷ 21. Tháng 1 năm 2000, Anthony Grant triển khai đơn vị nghiên cứu "tâm lý học huấn luyện" đầu tiên tại Đại học Sydney; luận án tiến sĩ của ông đã tạo tiền đề cho các nghiên cứu sâu hơn - nhằm thiết lập lĩnh vực tâm lý học coaching như một ngành học có cơ sở thực tiễn. Nhiều nhà tâm lý học huấn luyện coi Grant là người tiên phong trong lĩnh vực này.
Năm 2006, Hiệp hội Tâm lý Úc (Australian Psychological Society - APS) tổ chức hội nghị thành lập Nhóm Sở thích về Tâm lý Huấn luyện (Interest Group in Coaching Psychology - IGCP). Ngoài phạm vi nước Úc, Stephen Palmer của Hiệp hội Tâm lý Anh (BPS) thành lập Nhóm Đặc biệt về Tâm lý Huấn luyện (Special Group in Coaching Psychology - SGCP). Cả IGCP và SGCP đều nhằm mục đích phát triển lĩnh vực tâm lý học huấn luyện về mặt lý thuyết và ứng dụng - bằng cách cung cấp nền tảng chia sẻ nghiên cứu và kinh nghiệm liên quan giữa các nhà tâm lý học huấn luyện. Kể từ khi thành lập IGCP và SGCP, nhiều hiệp hội quốc tế dành riêng cho tâm lý học coaching đã được thành lập ở châu Âu, Trung Đông và Nam Phi. Ngày 18 tháng 12 năm 2006, Hiệp hội Quốc tế về Tâm lý Huấn luyện (International Society for Coaching Psychology - ISCP) được thành lập nhằm mục đích thúc đẩy sự phát triển quốc tế của lĩnh vực này.

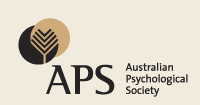
Biểu trưng của Hiệp hội Tâm lý Úc (APS), tổ chức thành lập Nhóm Sở thích về Tâm lý Huấn luyện (IGCP)

Cùng với thời gian, một số tạp chí bình duyệt chuyên nghiên cứu về tâm lý huấn luyện đã được thành lập. Một số ví dụ bao gồm The Coaching Psychologist (2005) của SGCP, International Coaching Psychology Review (2006) của IGCP và IGCP, Coaching Psychology International (2009) của International Society of Coaching Psychology.

## Ảnh hưởng về phương diện lý thuyết

### Tâm lý học nhân văn
Tâm lý học nhân văn (humanistic psychology) được coi là đã ảnh hưởng lớn đến sự phát triển của tâm lý học coaching. Cả hai đều chia sẻ quan điểm về nhu cầu hiện thực hóa bản thân (self-actualization) của con người - nếu có cơ hội, con người sẽ phát huy năng lực để phát triển bản thân. Tâm lý học coaching xem sự phát triển này như một quá trình bao gồm những thay đổi tích cực cụ thể trong cuộc sống của một người. Hơn nữa, quá trình phát triển này chịu ảnh hưởng bởi cả khách hàng và huấn luyện viên (coach), những người tạo điều kiện cho khách hàng tự hiện thực hóa bản thân.
Trong phương pháp trị liệu lấy con người làm trung tâm của Carl Rogers, các mối quan hệ khách hàng-nhà trị liệu là một yếu tố quan trọng đối với sự phát triển. Vì vậy, mối quan hệ giữa huấn luyện viên (người điều hành) và khách hàng (người học) cần được quan tâm sâu sắc. Đặc biệt, Rogers đã xác định ba đặc điểm chính trong mối quan hệ huấn luyện viên-khách hàng: "tính thực tế" (sự chân thật), tin tưởng và sự đồng cảm (empathy). Huấn luyện viên phải sẵn sàng cộng tác và tích cực tham gia với khách hàng để thấu hiểu trải nghiệm của họ - từ đó đưa ra các phương án thúc đẩy sự phát triển. Khi đạt được điều này, mối quan hệ huấn luyện viên - khách hàng sẽ trở thành mối quan hệ hợp tác tích cực.
Ngoài ra, theo Rogers, sự phát triển của khách hàng phụ thuộc vào khả năng quan tâm tích cực vô điều kiện. Huấn luyện viên phải đồng cảm với khách hàng để thấu hiểu trải nghiệm và quan điểm của họ. Để đạt được điều này, huấn luyện viên phải có khả năng hiểu khách hàng của họ - không chỉ ở góc độ trí tuệ, mà còn ở phương diện cảm xúc. Bên cạnh sự đồng cảm, huấn luyện viên phải có khả năng chấp nhận con người thật của khách hàng - vì mỗi người đều cần cảm thấy "con người thật" của họ có giá trị để tự hiện thực hóa bản thân.

### Tâm lý học tích cực

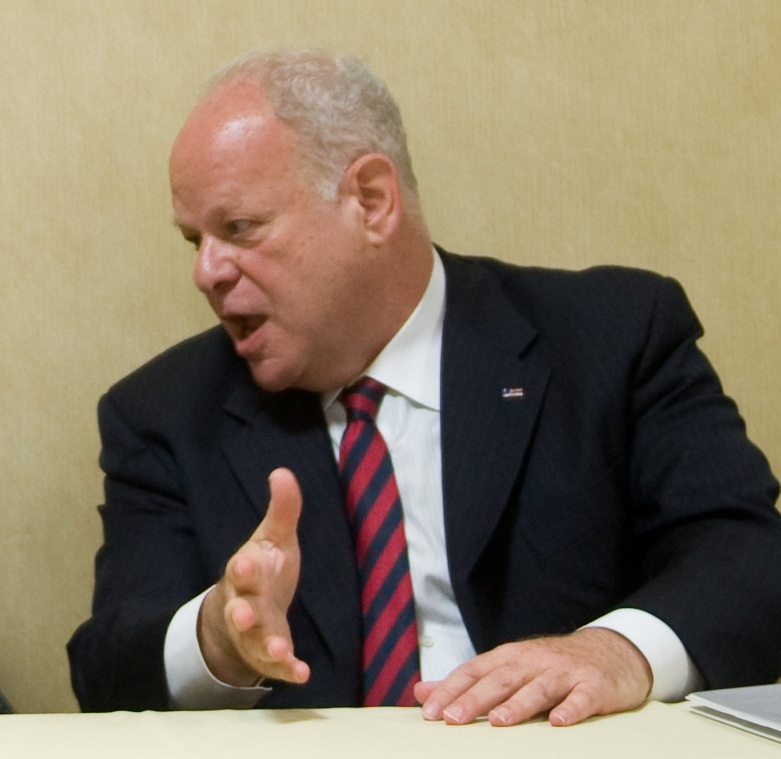
Martin Seligman - chuyên gia nghiên cứu tâm lý học tích cực

Lý thuyết tâm lý học tích cực (được phát triển bởi Martin Seligman và những người khác) dựa trên các khía cạnh tích cực của con người như sức mạnh và năng lực. Về cơ bản, tâm lý học coaching cũng chia sẻ trọng tâm này; coaching muốn hiệu quả đòi hỏi phải cải thiện hiệu suất làm việc và sức khỏe tổng thể của khách hàng. Tâm lý tích cực do đó cung cấp nền tảng cho việc thực hành huấn luyện. Tâm lý học coaching được coi là một loại hình tâm lý học tích cực ứng dụng.
Cảm xúc tích cực thúc đẩy cá nhân nâng cao khả năng và năng lực của họ. Theo Barbara Fredrickson, cảm xúc tích cực đóng vai trò trong việc "châm ngòi" cho không chỉ động lực, mà còn cả hành động. Trong coaching, khuyến khích những cảm xúc tích cực là cần thiết để truyền cảm hứng cho khách hàng thực hiện hành động cụ thể hướng tới mục tiêu của họ.
Ngoài khía cạnh cảm xúc, sự tham gia tích cực vào các hoạt động cũng là một yếu tố giúp tối đa hóa hiệu suất cá nhân. Điều này có thể đạt được thông qua việc thiết lập mục tiêu rõ ràng và nhất quán. Cung cấp phản hồi (feedback) rõ ràng và ngay lập tức cũng giúp khách hàng ý thức về việc liệu hành động của họ có giúp đạt được mục tiêu hay không. Huấn luyện viên cũng đóng vai trò hỗ trợ cân bằng giữa thử thách và kỹ năng - vì nhiệm vụ quá dễ/ quá khó đối với khách hàng có thể cản trở quá trình đạt được mục tiêu của họ.

### Lý thuyết học tập
Huấn luyện viên được khuyến khích củng cố các hành vi lành mạnh của khách hàng thông qua lời nói và hình ảnh tạo động lực. Sự củng cố từ bên trong cũng có thể đóng vai trò rất lớn trong việc cải thiện hiệu suất và khuyến khích hành động hướng đến mục tiêu. Mặc dù việc sử dụng hình phạt có thể hướng khách hàng đến hành vi mong muốn, nhưng hiệu suất của họ có thể bị cản trở bởi các tác dụng phụ không chính đáng, chẳng hạn như nỗi lo lắng và oán giận đối với huấn luyện viên.

Lý thuyết học tập trải nghiệm của David A. Kolb cho rằng các cá nhân học hỏi thông qua trải nghiệm của họ. Học tập trải nghiệm được xây dựng dựa trên nền tảng tự phản ánh, tự đánh giá và hành động. Huấn luyện viên có thể khuyến khích khách hàng tự phản ánh trải nghiệm của bản thân thông qua "nhật ký huấn luyện", trong đó, khách hàng (coachee) tự phân tích suy nghĩ và cảm xúc của họ trong các sự cố và hoàn cảnh khác nhau. Điều này giúp coachee đánh giá và thử thách niềm tin, thái độ và hành vi của chính họ. Sự hiểu biết sâu sắc có được từ điều này hỗ trợ cho quá trình học tập mang tính chuyển đổi, giúp khách hàng phát triển kế hoạch hành động để tự cải thiện và gia tăng hiệu suất cá nhân dựa trên kinh nghiệm của chính họ.

Vùng phát triển tiệm cận (ZPD) nằm ở khoảng giữa những gì coachee có thể dễ dàng làm được và những gì họ không thể làm được

Lev Vygotsky đã mô tả khái niệm Vùng phát triển tiệm cận (Zone of proximal development - ZPD), nói về "khoảng trống" giữa những gì một người biết (một hành động có thể được thực hiện dễ dàng) và những gì họ không biết (những gì họ xem là khó khăn). Vygotsky đưa ra giả thuyết rằng quá trình học tập phát huy hiệu quả cao nhất khi con người đang ở trong khu vực này. Huấn luyện viên tạo điều kiện học tập hiệu quả bằng cách cung cấp cho coachee các hoạt động nằm trong ZPD, không quá dễ cũng không quá khó.
Lý thuyết xã hội học tập cũng ảnh hưởng đến tâm lý học coaching. Theo Albert Bandura, quá trình học tập quan sát diễn ra khi các cá nhân học hỏi từ những người xung quanh họ (được gọi là các hình tượng mẫu - model). Huấn luyện viên nên biết về các hình tượng mẫu của coachee - vốn có khả năng tác động sâu sắc thái độ và hành vi của họ. Ngoài ra, huấn luyện viên cũng nên đánh giá các yếu tố ảnh hưởng đến việc học quan sát ở coachee, chẳng hạn như sự chú ý và tần suất của hành vi được quan sát.

### Ảnh hưởng khác
Lý thuyết Gestalt giải thích rằng mọi người nhìn nhận các sự kiện xung quanh theo cách phù hợp với ý tưởng, niềm tin và trải nghiệm cá nhân của họ. Coachee phải được hướng dẫn trong nhận thức về thái độ và kinh nghiệm của bản thân, những thứ góp phần hình thành nhận thức của họ về thế giới. Các khái niệm tâm lý xã hội (ví dụ: ảnh hưởng giữa các cá nhân và sự tuân thủ) nhấn mạnh tầm quan trọng của tương tác xã hội trong việc hình thành tư duy, hiệu suất và hành vi ở coachee. Lý thuyết tâm lý học văn hóa có thể hỗ trợ huấn luyện viên trong việc tạo điều kiện phát triển và học hỏi cho coachee từ những nền tảng văn hóa khác nhau. Nghiên cứu về tâm thần học cũng có ý nghĩa quan trọng đối với việc phát triển các phương pháp huấn luyện thích hợp cho những người gặp vấn đề về tinh thần.

## Mô hình coaching
Sự phát triển của tâm lý học coaching đã dẫn đến sự ra đời của nhiều mô hình và khuôn khổ dựa trên lý thuyết và bằng chứng tâm lý học. Các mô hình này được sử dụng để hướng dẫn thực hành tâm lý huấn luyện, đảm bảo rằng công tác coaching được thực hiện dựa trên các khái niệm đã được khoa học chứng minh.

### Mô hình GROW
Mô hình GROW được xem là một trong những mô hình coaching hành vi phổ biến nhất, với 4 giai đoạn phác thảo quy trình giải quyết vấn đề, thiết lập mục tiêu và cải thiện hiệu suất.

### Mô hình PRACTICE
Stephen Palmer đã phát triển mô hình PRACTICE thành nguyên tắc giải quyết vấn đề và tìm kiếm giải pháp. Các vấn đề được xác định trong giai đoạn đầu là nhận dạng vấn đề (Problem identification).☃☃ Tiếp theo, các mục tiêu thực tế (Realistic goals) được xây dựng dựa trên các vấn đề, sau đó là các giải pháp thay thế (Alternate solutions) hướng tới mục tiêu đề ra. Kết quả dự kiến sau đó được đánh giá nghiêm túc trong quá trình xem xét hậu quả (Consideration of consquences). Tiếp theo là bước xác định giải pháp khả thi nhất (Targeting the most feasible solution), để sau đó là tiến hành (Implementation of the Chosen solution). Cuối cùng là đánh giá (Evaluation) - huấn luyện viên và coachee thảo luận về hiệu quả của giải pháp và bài học rút ra.

### Mô hình SPACE

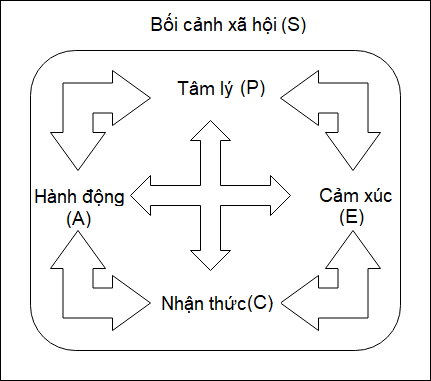
Mô hình SPACE, trong đó hành động chịu ảnh hưởng bởi cảm xúc, phản ứng sinh lý, nhận thức và bối cảnh xã hội

Mô hình SPACE là một mô hình sinh học - tâm lý - xã hội dựa trên tâm lý nhận thức - hành vi. Mục đích là để hướng dẫn huấn luyện viên đánh giá và thấu hiểu hành vi của khách hàng trong các tình huống cụ thể. SPACE là từ viết tắt của Social context (Hoàn cảnh xã hội), Physiology (Sinh lý học), Action (Hành động), Cognition (Nhận thức) và Emotion (Cảm xúc). Mô hình có thể được chia nhỏ thành các khuôn khổ nhỏ hơn: ACE và PACE. Khung ACE phân tích các mối quan hệ giữa hành động, cảm xúc và nhận thức của cá nhân. Khung PACE sau đó sẽ dựa trên mô hình ACE và xem xét phản ứng sinh lý đi kèm với nhận thức, cảm xúc và hành vi. Cuối cùng, mô hình SPACE chính sẽ phân tích bối cảnh xã hội mà hành vi ấy xảy ra.

### Các mô hình khác
Mô hình OSKAR, ACHIEVE và POSITIVE xuất phát từ mô hình GROW, tập trung vào thiết lập mục tiêu, tìm kiếm giải pháp và nuôi dưỡng mối quan hệ huấn luyện. Đối với huấn luyện lãnh đạo, mô hình LASER (viết tắt của Learning, Assessing, Story-making, Enabling và Reframing) phác thảo quy trình năm bước coaching hiệu quả. Các mô hình nghiên cứu thay đổi hành vi (phát triển bởi James O. Prochaska và những người khác) và phỏng vấn tích cực (appreciative inquiry) tập trung vào việc tìm hiểu quá trình thay đổi và khuyến khích khách hàng phản ứng tích cực với thay đổi.

## Ứng dụng

### Thể thao
Tâm lý học coaching có ý nghĩa rất lớn đối với phương pháp huấn luyện thể thao, không chỉ nhằm cải thiện thành tích, mà còn vì mục tiêu phát triển toàn diện cho các vận động viên. Các yếu tố ảnh hưởng đến sự phát triển của vận động viên được nghiên cứu dựa trên các lý thuyết về nhận thức, xã hội và cảm xúc. Một nghiên cứu cho thấy lòng tự ái của vận động viên là một yếu tố tác động đến kỳ vọng về thành tích do huấn luyện viên đặt ra. Việc nâng cao năng lực thể chất và tinh thần cũng được nghiên cứu cùng với các lý thuyết nhận thức-hành vi. Nghiên cứu đã chỉ ra rằng thiết lập mục tiêu hiệu quả sẽ góp phần cải thiện thành tích thể thao. Ngoài ra, tự tin vào năng lực bản thân cũng là yếu tố quan trọng ảnh hưởng đến sự phát triển của vận động viên. Do đó, huấn luyện viên cần khuyến khích niềm tin này thông qua phản hồi tích cực, cũng như chính họ phải trở thành hình mẫu về sự tự tin vào bản thân. Ngay cả niềm tin của chính huấn luyện viên về trình độ kỹ năng của họ trong việc huấn luyện cũng ảnh hưởng đến sự phát triển ở các vận động viên.

### Giáo dục
Tâm lý học coaching cũng có thể được áp dụng trong trường học, qua việc đánh giá các phương pháp giáo dục học sinh hiệu quả nhất dựa trên lý thuyết tâm lý. Ví dụ, các lý thuyết về động lực tập trung vào tác động của niềm tin vào chính mình và động lực đối với kết quả học tập của học sinh. Việc tăng cường sự tự tin của người giáo viên cũng là một lĩnh vực nghiên cứu của các nhà tâm lý học coaching. Tâm lý học huấn luyện cũng góp phần hướng dẫn học sinh, giáo viên và nhân viên trong việc thiết lập và đạt được mục tiêu. Ngoài ra, các phương pháp huấn luyện như peer coaching (giáo viên đánh giá hiệu quả làm việc của nhau) cũng được khuyến khích nhằm tạo ra sự ủng hộ và tin tưởng giữa các nhà giáo dục. Peer coaching trong lớp học cũng góp phần xây dựng một môi trường hợp tác cho học sinh, hỗ trợ quá trình học tập.

### Các hiệp hội tâm lý học huấn luyện
- International Society for Coaching Psychology (ISCP)
- Australian Psychological Society Interest Group in Coaching Psychology (APS IGCP)
- British Psychological Society Special Group in Coaching Psychology (BPS SGCP) Lưu trữ ngày 13 tháng 8 năm 2019 tại Wayback Machine
- Swedish Coaching Psychology Group
- Society for Industrial and Organisational Psychology of South Africa Coaching Psychology Special Interest Group (SIOPSA CPSG)
- Society for Coaching Psychology Italy (SCP Italy)
- International Centre for Coaching Psychology Research

### Tạp chí
- Coaching Psychology: The Danish Journal of Coaching Psychology
- Coaching Psychology International
- International Coaching Psychology Review Lưu trữ ngày 5 tháng 5 năm 2019 tại Wayback Machine
- Coaching at Work
- The International Journal of Evidence Based Coaching & Mentoring Lưu trữ ngày 12 tháng 11 năm 2017 tại Wayback Machine
- Coaching: An International Journal of Theory, Research and Practice
- International Journal of Mentoring and Coaching in Education